# LG L70
LG L70 (D320N) è uno smartphone di fascia media commercializzato in Europa in Aprile 2014 e fa parte della terza generazione della gamma L Series di LG. Dispone come sistema operativo Android 4.4.2 Kitkat.
Il dispositivo è dotato di un display da 4,5 pollici, di un processore 1.2 GHz Dual-Core e di una fotocamera da 5 megapixel con flash LED e autofocus + fotocamera anteriore da 0.3 mpx. La memoria interna è di 4GB (di cui 1.5GB disponibili per l’utente) espandibile tramite schede microSD fino ad un massimo di 32 GB mentre la memoria RAM è di 1GB. Inoltre è dotato delle funzioni "Knock On" e "Knock Code" per lo sblocco del display ed è dotato di tecnologia NFC, di Bluetooth 4.0 e di Wi-Fi. La capacità della batteria è di 2100 mAh.